# Rueil-la-Gadelière
Rueil-la-Gadelière é uma comuna francesa na região administrativa do Centro, no departamento Eure-et-Loir. Estende-se por uma área de 18,2 km². Em 2010 a comuna tinha 511 habitantes (densidade: 28,1 hab./km²).